# Волот Волотович
Волот Волотович  он же Волотоман, Волотомон, Вотоломон — одно из главных действующих лиц в древнерусской «Повести града Иерусалима», по мнению Буслаева («Очерки» I, 455 и сл.), составляющего посредствующее звено между «Беседой трех святителей» и «Голубиной книгой».
Место Владимира из последнего памятника здесь занимает Волот. По замечанию Ягича, имя это является русской переголосовкой древнего имени Птоломей (см. «Archiv für Slav. Phil.», I, 87-88). Буслаев сближает Волота с древним славянским названием великана. В «Повести града Иерусалима» замечается та разница против «Голубиной книги», что Давид не только отвечает на вопросы Волота, но и сам спрашивает его о разных предметах и даже задает ему самый трудный вопрос о Страшном суде. Буслаев отмечает сходство между этой повестью и одной песнью из «Эдды», где говорится о состязании Одина и Вафтруднира, приписывая такое сходство не заимствованию, а первобытному сродству славянского мифологического эпоса с немецким. Как переходную ступень, Буслаев предполагает первобытное существование чисто эпической русской песни о Волоте и усматривает следы её существования в песне о Волотомане, изданной Варенцовым в «Сборнике русских духовных стихов». Для самой беседы в «Повести» и в «Голубиной книге» Буслаев предполагает какой-то общий источник, вероятнее всего — апокрифического характера. Предположение Буслаева, что имя Волотоман происходит от древнего слова волот — великан, принимает и Порфирьев, в противоположность А. Н. Веселовскому, который согласен с Ягичем.